# رودلف مولر (كاهن كاثوليكي)
رودلف مولر (بالألمانية: Rudolf Müller)‏ هو كاهن كاثوليكي ألماني، ولد في 24 يونيو 1931 في Lubomierz ‏ في بولندا، وتوفي في 25 ديسمبر 2012 في غورليتس في ألمانيا.